# Centru (Bremen)
Centrul este un sector al orașului hanseatic Bremen, care cuprinde centrul și porturile orașului de pe cursul Weserului.

## Galerie de imagini

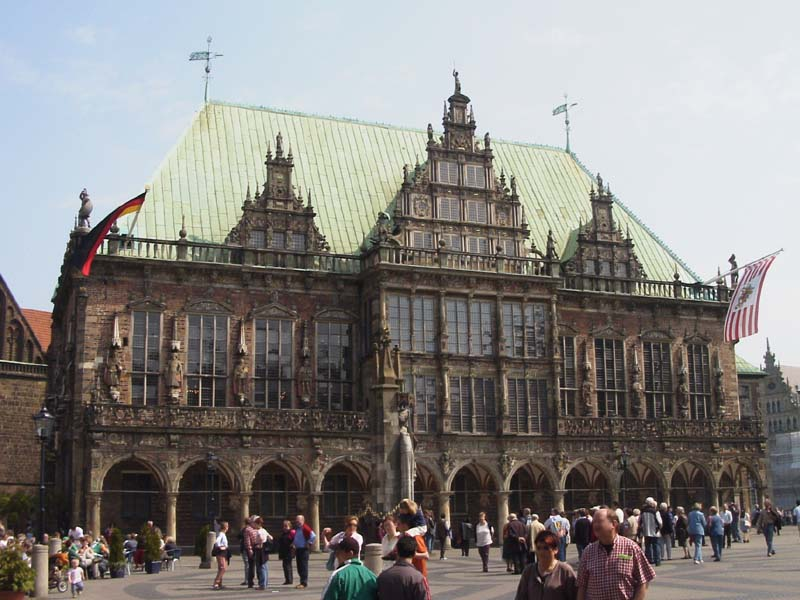
Primăria
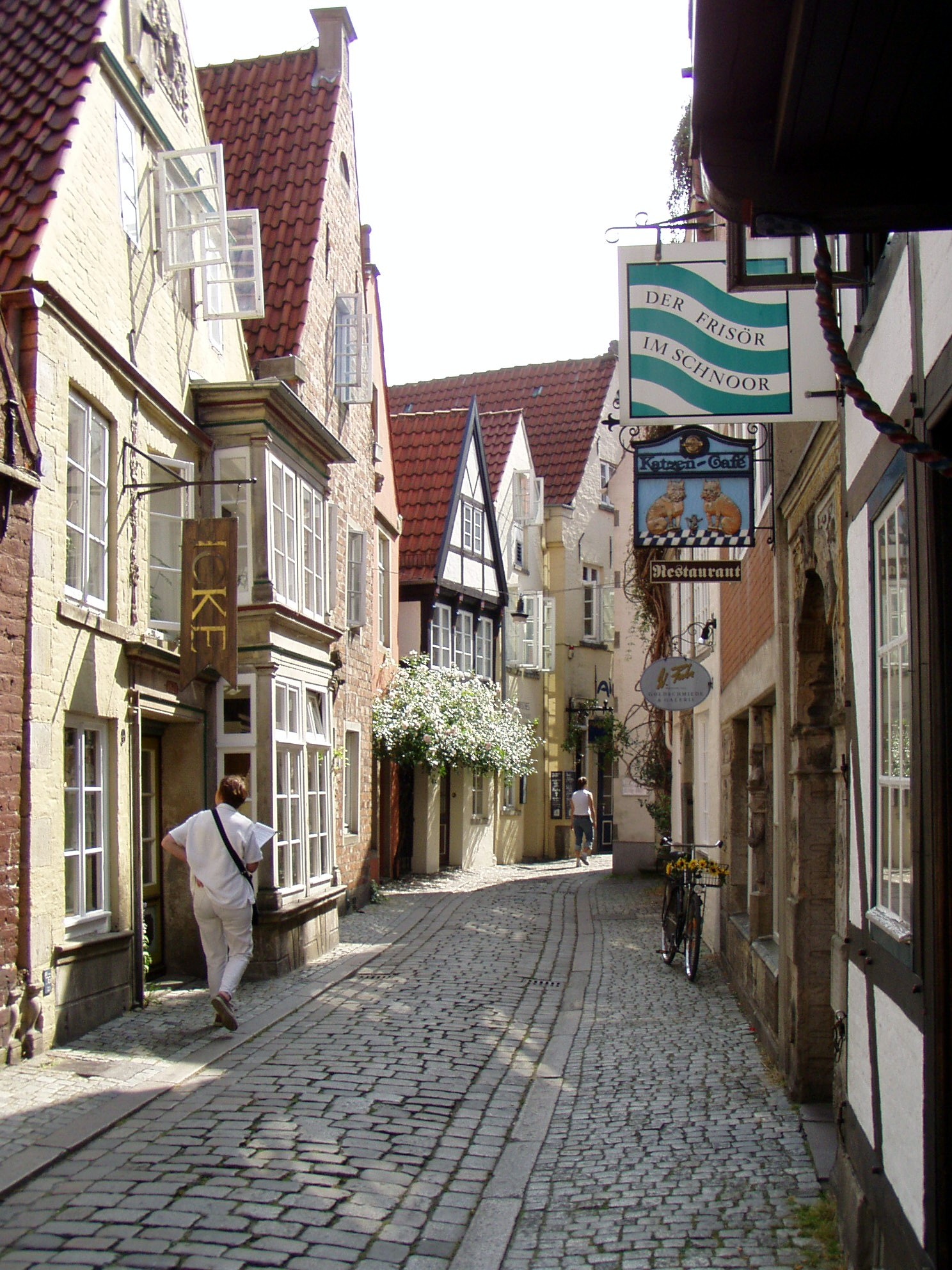
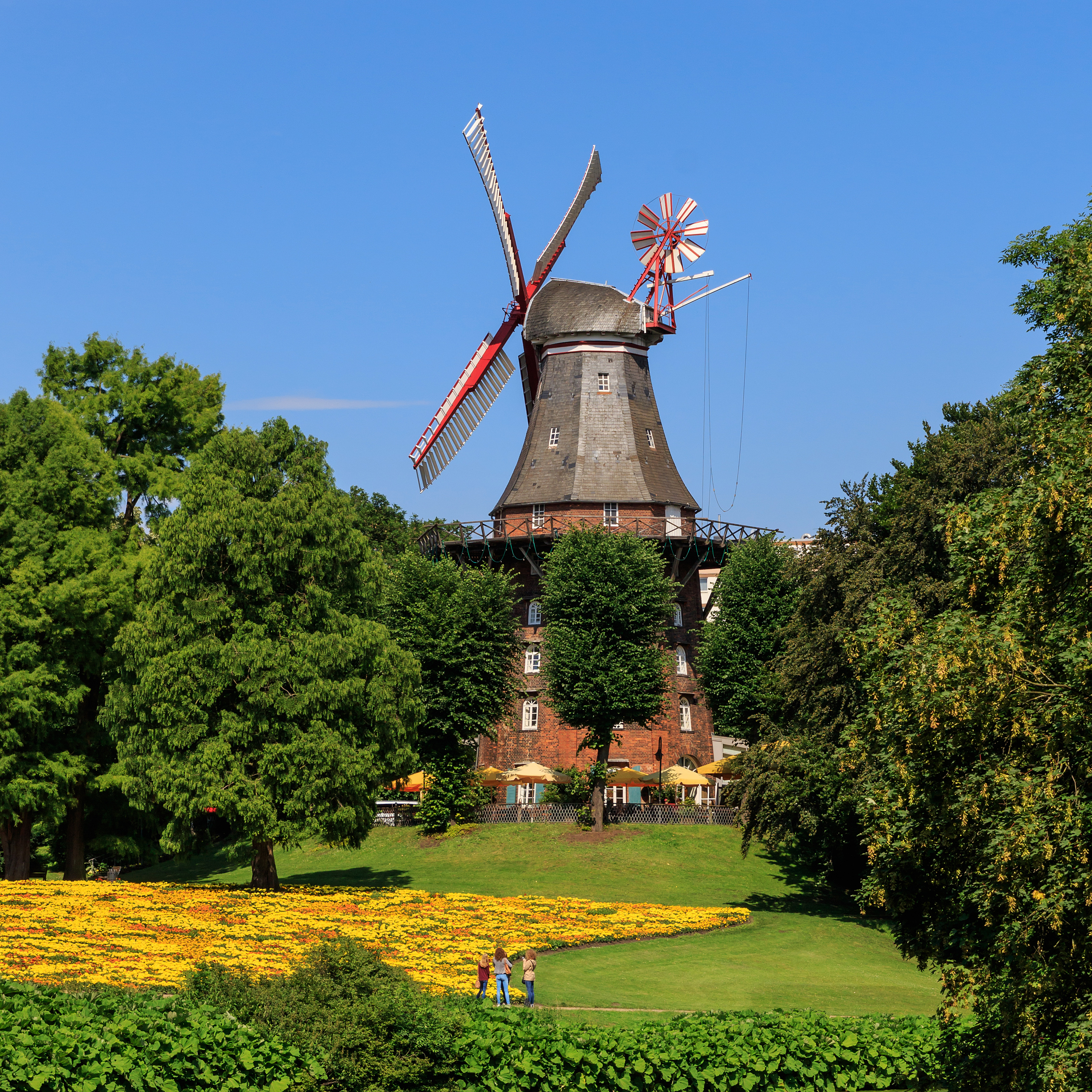
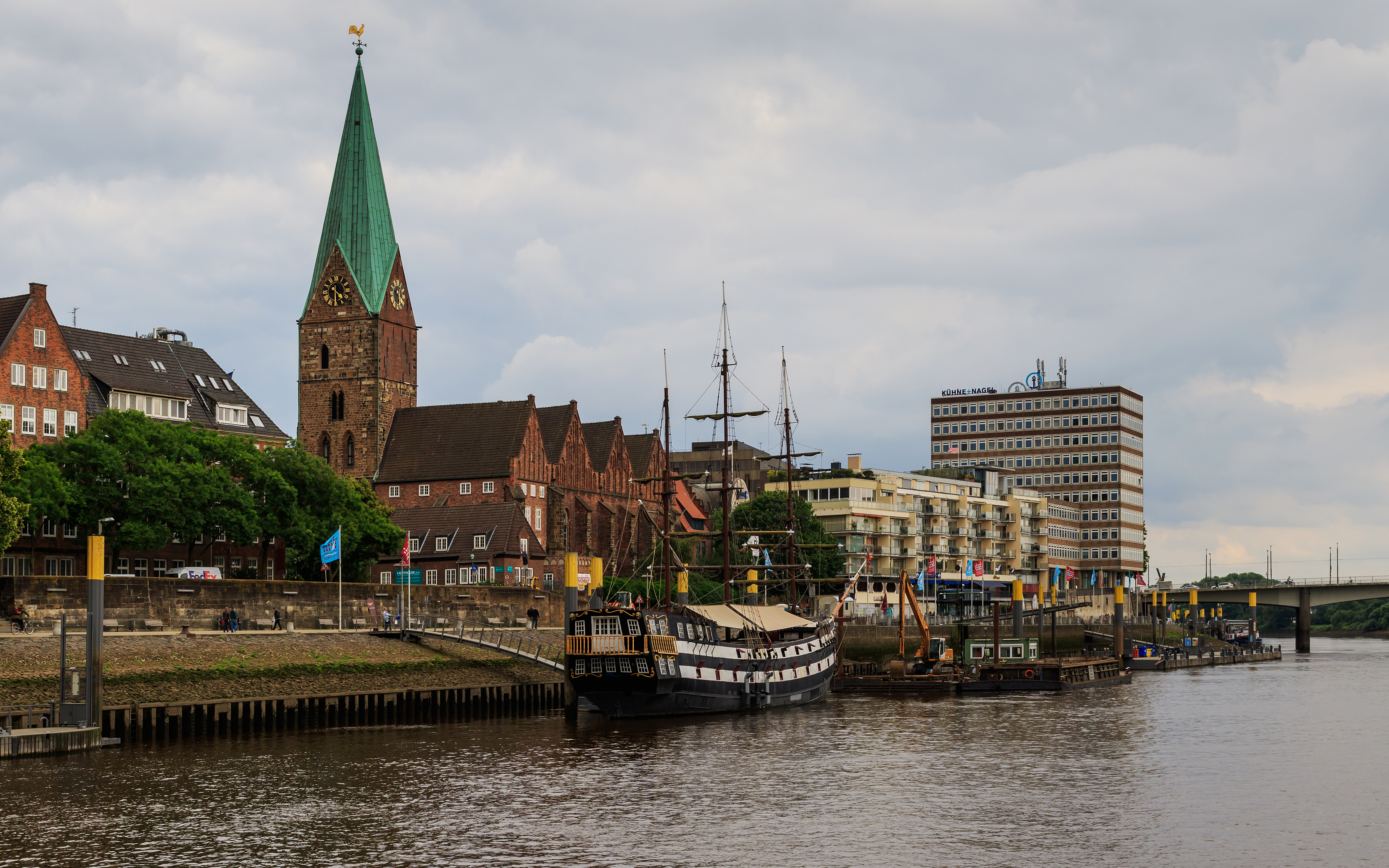